# Colaspoides vietnamicus
Colaspoides vietnamicus là một loài bọ cánh cứng trong họ Chrysomelidae. Loài này được Kimoto & Gressitt miêu tả khoa học năm 1982.